# Leonardo Chalub
Leonardo Chalub (Belo Horizonte, 1986) é um escritor brasileiro. Formado em Cinema e em Publicidade pela Universidade Federal de Minas Gerais, Chalub estreou como autor em 2019, com o livro Palmares de Zumbi, publicado pela editora Nemo e com ilustrações em xilogravura e Luis Matuto. O livro conta a história de Zumbi dos Palmares com ritmo agilizado e usando a capoeira como eixo condutor da trama. Em 2020, Chalub ganhou o Prêmio Jabuti na categoria melhor livro juvenil por Palmares de Zumbi.